# Rollfilm

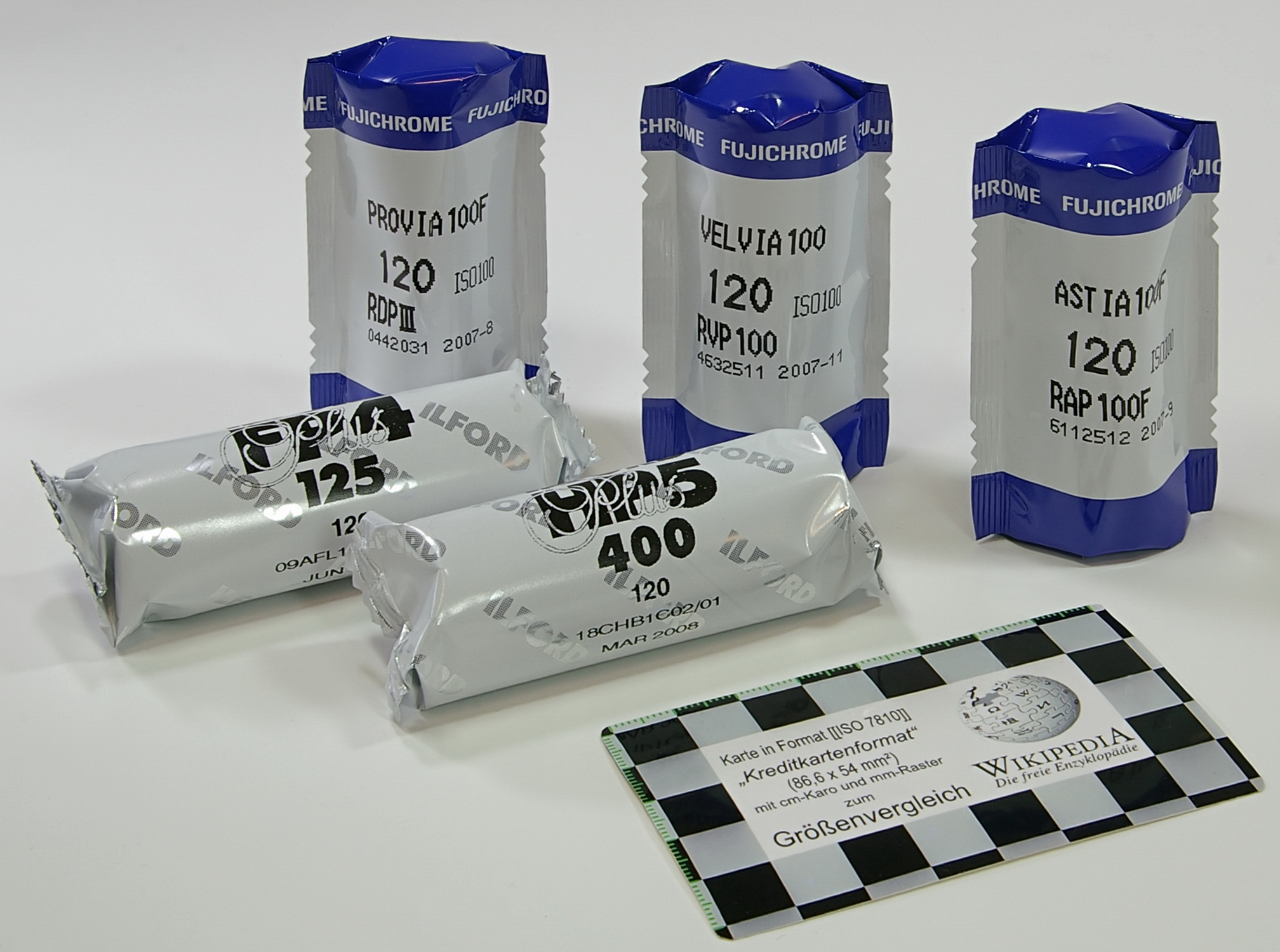
Verpackte Rollfilme verschiedener Hersteller

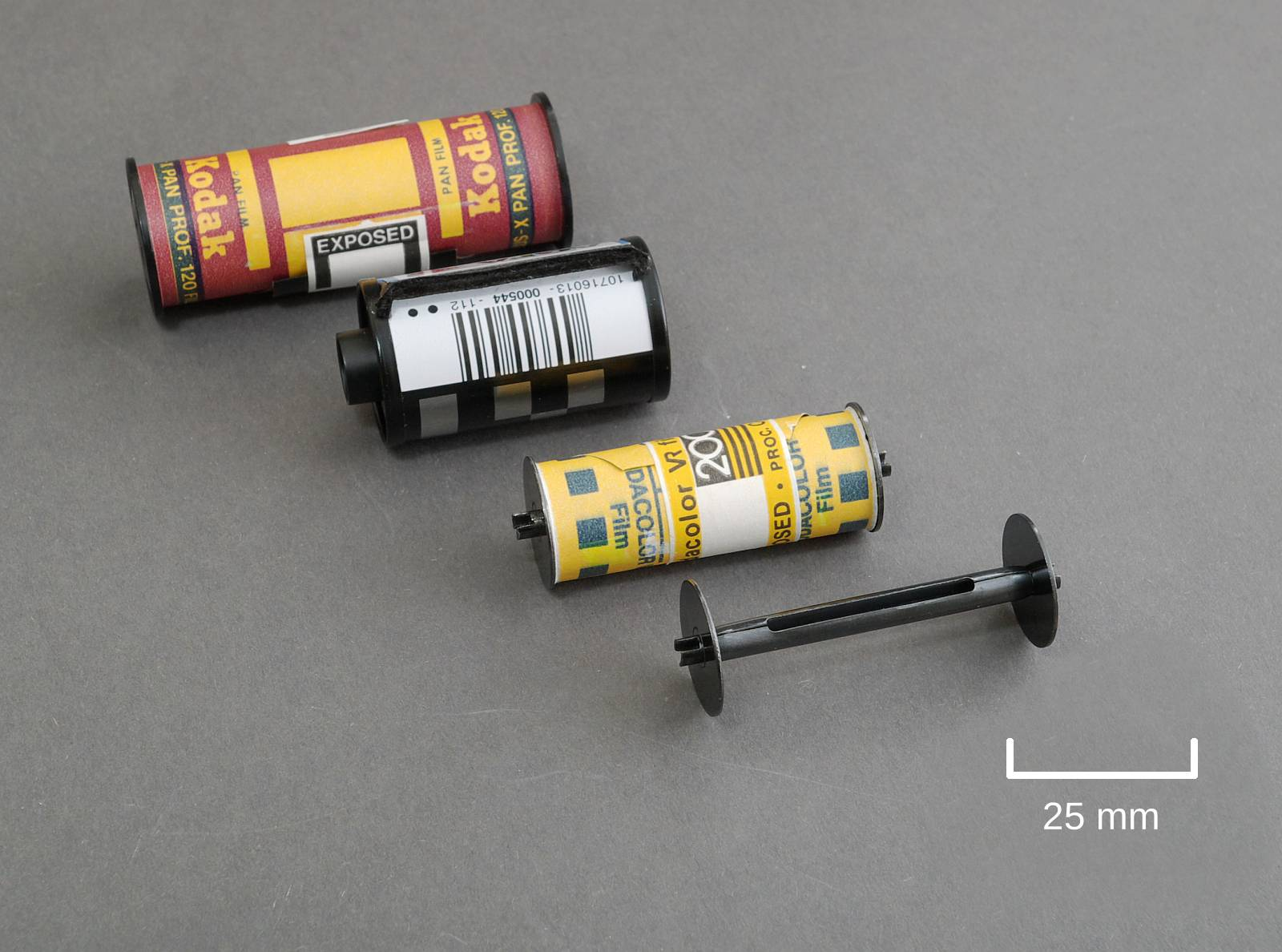
Rollfilme im Vergleich zur Kleinbildpatrone

Als Rollfilm bezeichnet man fotografischen Film, der offen auf eine Spule konfektioniert wird. Die Bezeichnung entstand im Unterschied zum Planfilm.

## Ausführung
Als biegsamer Schichtträger wurde ursprünglich Papier, später die leicht entzündliche Nitrozellulose (John Wesley Hyatt, 1868) sowie ab etwa 1908 die schwer entflammbare Acetatcellulose (Sicherheitsfilm) verwendet. Der Film wird von einer Vorrats- auf eine Leerspule gewickelt. Der belichtete Film wird zusammen mit der Speicherspule zur Entwicklung gegeben. Beim Einlegen eines unbelichteten Rollfilms in das Rollfilmmagazin wird die letzte Vorratsspule als Leerspule verwendet. Ursprünglich wurden die Spulen aus Holz und Metall gefertigt, später aus Plastik.
Rollfilm ist im Gegensatz zu Kinefilm (nicht zu verwechseln mit Kinofilm) und 35-mm-Film (Kleinbildfilm) nicht perforiert.
Seit etwa 1998 steht in Anlehnung an die DX-Kodierung von Kleinbild- und APS-Filmen auch für Rollfilme der Formate 120 und 220 (s. u.) ein von Fujifilm eingeführtes Barcode-System zur Verfügung. Hierbei werden Filmformat und -länge (120er voller Länge / 120er halber Länge / 220er), Empfindlichkeit und Typ (Monochromatisch / Negativ / Positiv / Sonstiges) im Rahmen eines Barcodes auf dem Aufkleber kodiert, der den lichtempfindlichen Film mit dem Trägerpapier verbindet. Dieser Barcode kann von einigen neueren Mittelformatkameras gelesen und ausgewertet werden.

## Filmtypen

### 120

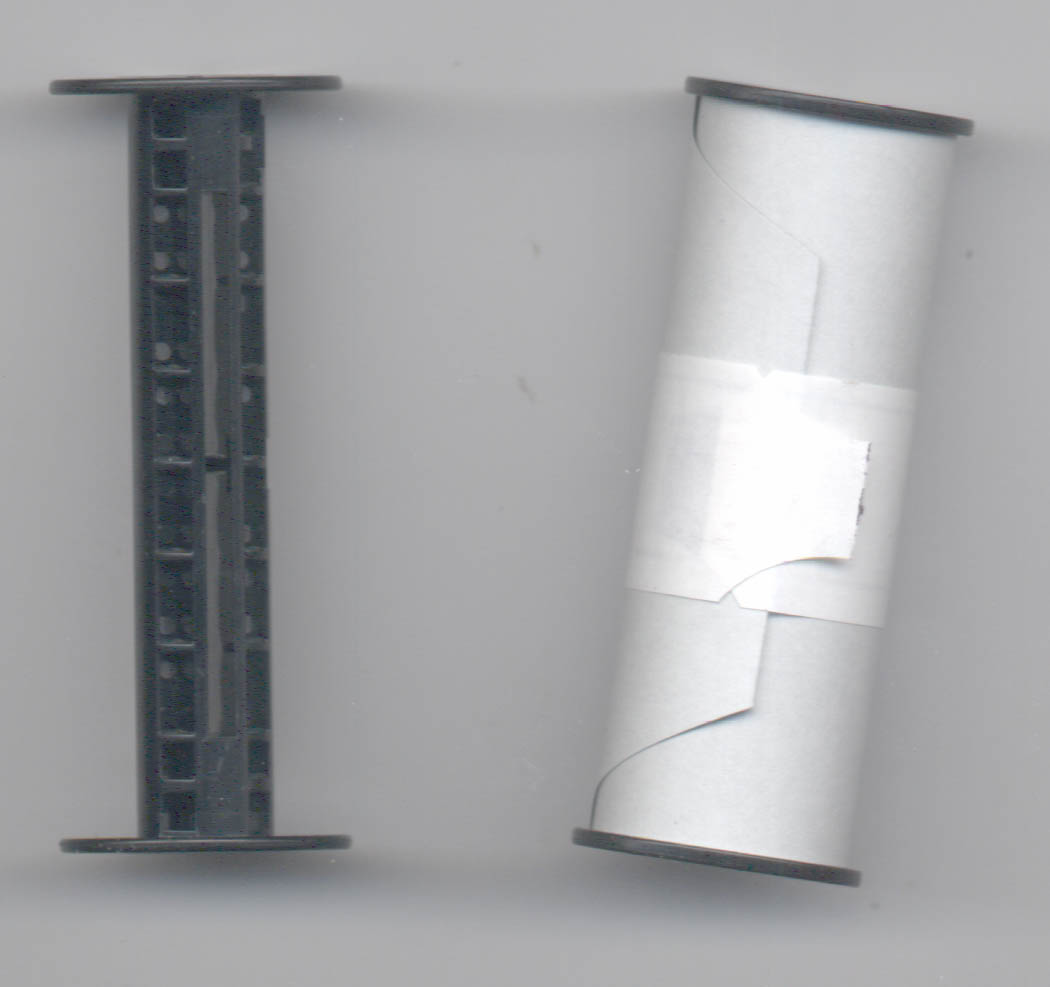
Rollfilm 120, leere und volle Spule

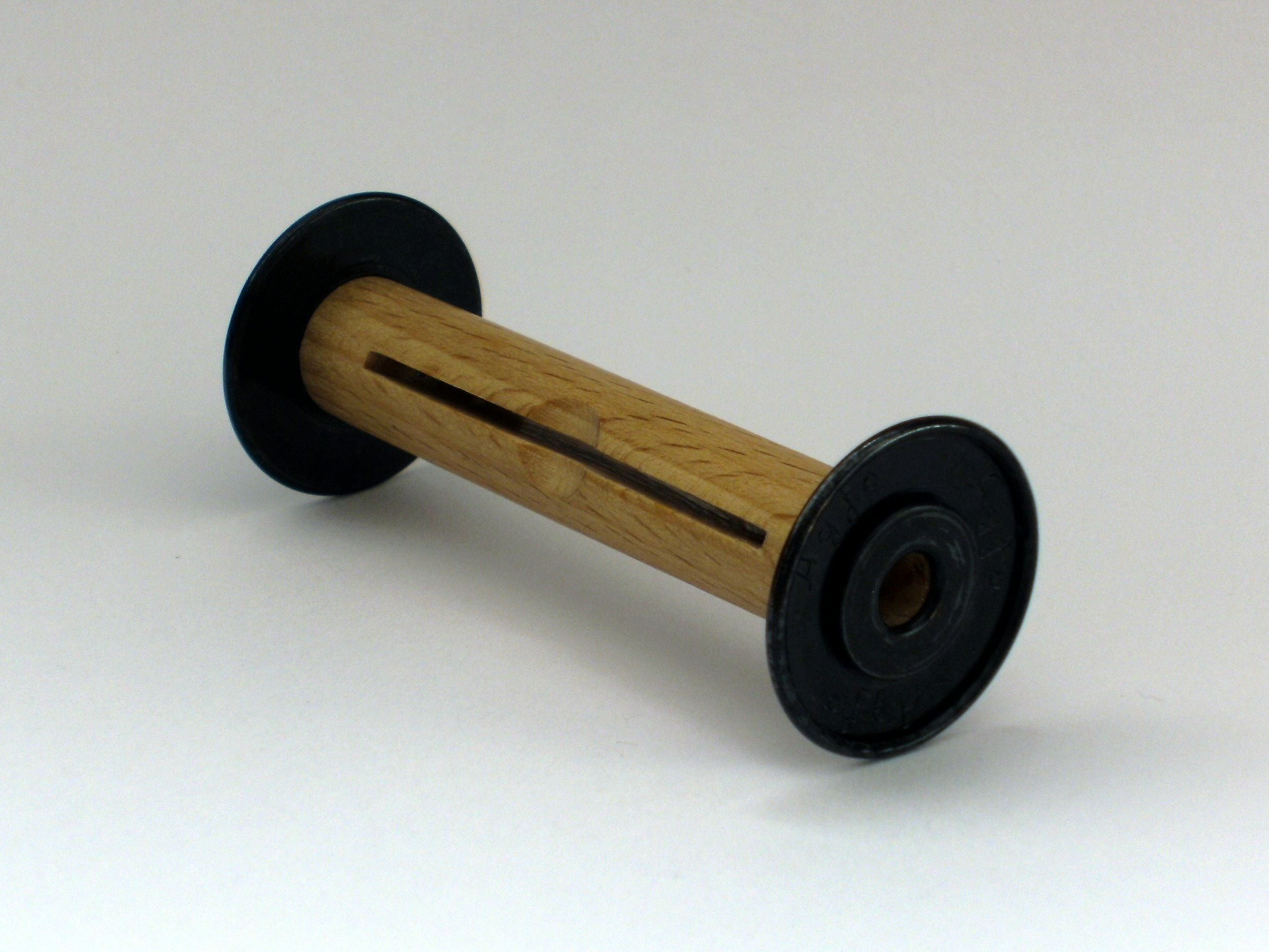
Klassische Holzspule 120

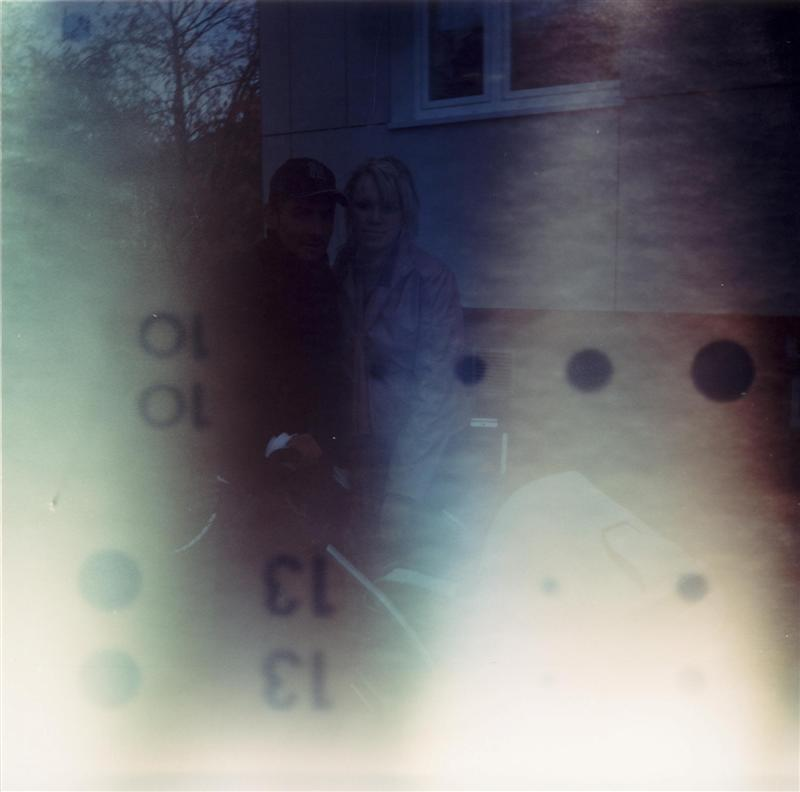
120er Rollfilm mit seitlichem Lichteinfall nach fehlerhaftem Aufrollen in der Kamera. Das Schutzpapier war verrutscht. Zu sehen sind Abbildungen der Marker des Schutzpapiers. Das Bild selbst ist verdorben.

Der bekannteste Rollfilm ist der Typ 120, der in den meisten Mittelformatkameras und in Rollfilmmagazinen für Großformatkameras verwendet wird. Bis in die 1950er Jahre kam er auch in den damals einfachsten Kameras, den Boxkameras, zum Einsatz.
Der Film ist 61,5 mm breit und ist am Anfang auf einen durchgehenden Papierträger aufgeklebt. Er wird in den unterschiedlichen Kameras in verschiedenen Formaten belichtet. Die bekanntesten sind 4,5 cm × 6 cm (das in den 1990er Jahren eine überraschende Renaissance erlebte), 6 cm × 6 cm und 6 cm × 9 cm, wobei 16, 12 oder 8 Bilder auf einen Film passen. Für diese Formate sind Zahlenreihen auf der Rückseite des Papierträgers aufgedruckt, die für das Zählen bei einfachen Kameras dienen: In der Kamerarückwand gibt es ein, häufig verschließbares, rotes Fenster, unter dem die Zahlenreihe für das betreffende Format liegt. Für den Filmtransport wird so lange am Transportrad gedreht, bis die nächste Bildzahl erscheint.
Weit verbreitet sind auch Kameras für 6 cm × 7 cm und 6 cm × 8 cm, Panoramakameras belichten sogar Formate
von 6 cm × 12 cm oder 6 cm × 17 cm.
Die genannten Maße sind dabei stets gerundete Werte, die exakten Aufnahmeformate betragen für 6 cm × 6 cm nur 56 mm × 56 mm, für 4,5 cm × 6 cm nur 42 mm × 56 mm, für 6 cm × 7 cm je nach Hersteller 56 mm × 68 mm oder 56 mm × 72 mm (das sogenannte Idealformat) und für 6 cm × 9 cm nur 56 mm × 83 mm.

### 220
Der Typ 220 ist auf der gleichen Spule wie der Typ 120 aufgewickelt, besitzt aber keinen durchgehenden Papierträger, an Anfang und Ende sind lediglich Papierstreifen angeklebt. Dadurch kann er doppelt so lang sein, besitzt also beispielsweise für das Format 6 cm × 6 cm 24 Aufnahmen. Er kann nur in geeigneten Kameras verwendet werden, einfache Modelle mit Zählwerksfenster fallen dabei naturgemäß von vornherein aus. Bei manchen Kameras lässt sich die Filmandruckplatte durch Drehen oder Wechseln auf die durch das fehlende Trägerpapier geringere Dicke einstellen, beispielsweise FUJI GW 690 und verwandte. Für die meisten Systemkameras gibt es unterschiedliche Rückteile, wie bei Hasselblad, Rollei, Linhof oder Mamiya. Der Typ 220 ist wenig verbreitet und nicht für alle Emulsionen erhältlich.

### 127

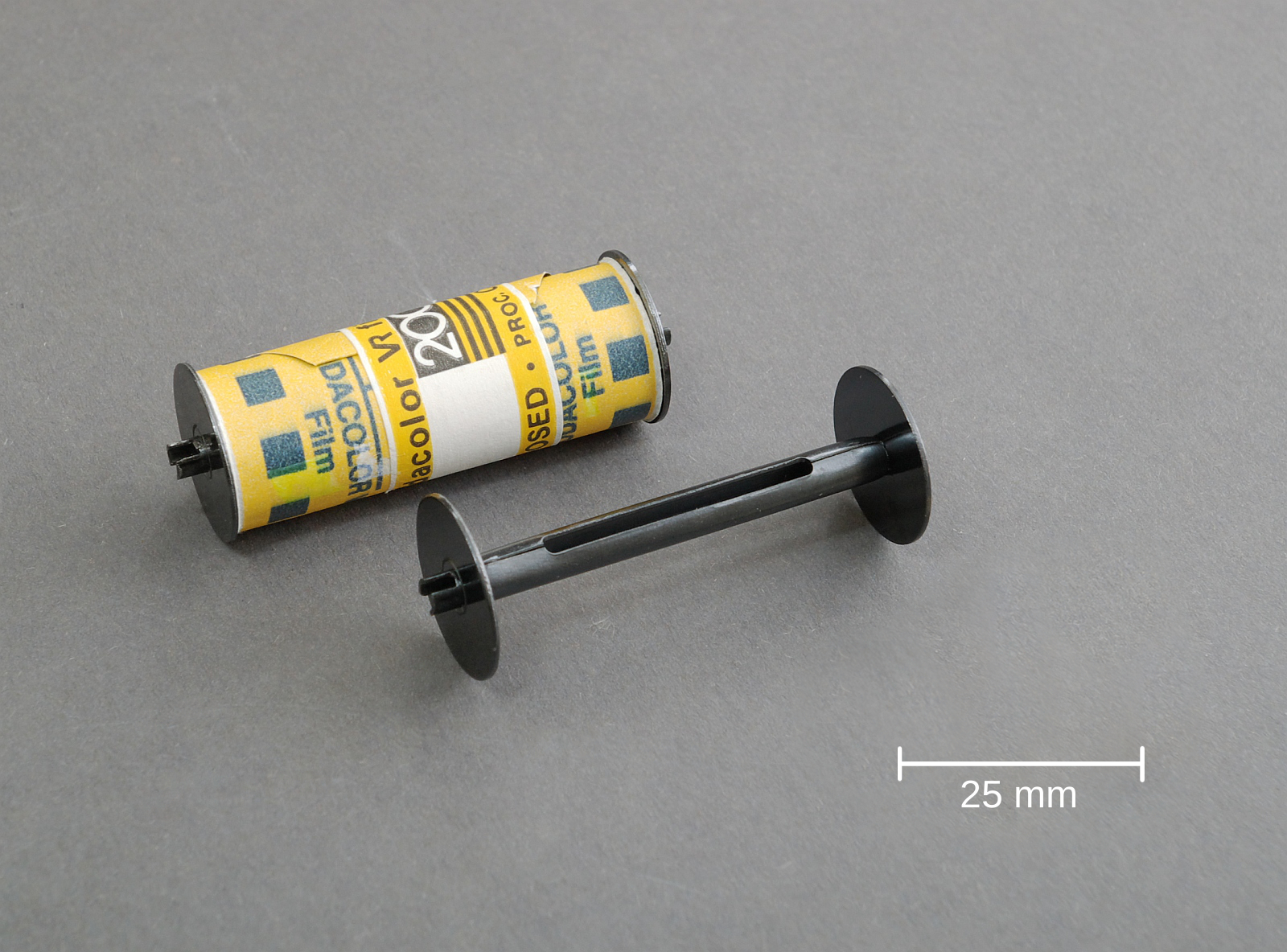
Rollfilm Typ 127 mit Leerspule

Rollfilm 127 ist weniger gebräuchlich, es handelt sich um einen 4,6 cm breiten Rollfilm, der 1912 von Kodak eingeführt wurde und vor allem für einfache Kameras, darunter auch Boxkameras bestimmt war, aber auch für zweiäugige Spiegelreflexkameras wie die Baby Rolleiflex (siehe Rollei) Verwendung fand. Seine Blütezeit hatte er in den 1930er Jahren, mit zunehmender Verbreitung des Kleinbildfilms 135 fielen die Verkaufszahlen kontinuierlich. Er besitzt entsprechend dem Typ 120 einen durchgehenden Papierträger und für das Format 4 cm × 4 cm (exakt 1½″ × 1½″ bzw. 38,1 mm × 38,1 mm) 12 Aufnahmen, gängig sind auch die Formate 3 cm × 4 cm und 4 cm × 6,5 cm. Für die Formate 4 cm × 4 cm und 4 cm × 6,5 cm sind auf dem Papier Zahlen aufgedruckt, die der Zählung dienen. Für das später eingeführte Format 3 cm × 4 cm fehlen die Zahlen, stattdessen besitzen entsprechende Kameras zwei Sichtfenster, in denen abwechselnd die 8 Markierungen für das Format 4 cm × 6,5 cm eingestellt werden, so dass sich 16 Schritte ergeben.
Die Kameraproduktion endete in den 1960er Jahren (der Rolleiflex beispielsweise 1968), so dass schließlich nur noch Kodak Filme anbot. Den Diafilm Ektachrome stellte man im Herbst 1984 mangels Nachfrage ein, die zuletzt fast ausschließlich in Deutschland bestand, einen Farbnegativfilm gab es noch einige Zeit. Aktuell sind noch Schwarz-Weiß-Filme, wie der Efke R100 und der Rollei Retro 80 S (wird durch Agfa-Gevaert in Belgien produziert), erhältlich, der letzte erhältliche Farbfilm, der Diafilm Macochrome, wurde 2005 eingestellt. Mit einer selbstgebauten Schneidevorrichtung lässt er sich, allerdings mit einigem Aufwand, aus einem Typ 120 selbst herstellen. Ein großer Vorteil der Baby-Rolleiflex und ihrer Verwandten liegt darin, dass sich das Format 4 cm × 4 cm mit einem Kleinbildprojektor vorführen lässt. Wegen der gegenüber dem Kleinbild rund 1,7-mal so großen Fläche sprach man dabei auch vom „Super-Dia-Format“ (Superslide).

### 620
Der Rollfilm 620 entspricht in Breite und Länge dem Film 120, wurde jedoch auf kleinere Spulen gewickelt und ist damit nicht direkt kompatibel mit dem 120er, kann jedoch auf eine leere 120-Spule umgespult werden.
Man kann alternativ auch Filmspulen im Format 120 am Rand bearbeiten, indem man den Wulst entfernt.
Film im Format 620 wird nicht mehr produziert.

### 616 & 820
Rollfilme der Typen 616 und 820 sind nicht mehr erhältlich. Es sind dies jedoch nicht die einzigen Rollfilme, welche nicht mehr erhältlich sind. In dem Buch Kodak Cameras – The first hundred years von Brian Coe (ISBN 0-906447-44-5) wird aufgezählt, wie viele Rollfilm-Typen während des Jahrhunderts von Kodak hergestellt wurden. Wie bei Kodak üblich, wurden dabei viele Typen ersetzt und später aus kommerziellen Gründen vom Markt genommen.
Brian Coe zeigte auf, welcher Rollfilmtyp wann und für welches Bildformat verwendet wurde. Dabei kann festgestellt werden, dass es Bildformate gab, für die mehr als eine Type verwendet werden konnte. Der Typenunterschied ist nirgendwo beschrieben, besteht aber in den Abmessungen der Rollfilmspule. So ist es heute schwierig, eine leere, unbeschriftete Spule exakt dem Rollfilmtyp zuzuordnen, wenn nicht die entsprechende Kamera verfügbar ist. Die Zusammenstellung der Kodak-Kameras im erwähnten Buch erleichtert allenfalls die Identifikation einer leeren Spule. Nebst einigen Angaben zu jeder Kamera wird bei Rollfilmkameras auch der Rollfilmtyp (Film size) angegeben.

## Deutsche Bezeichnungen
Die von Kodak eingeführten Typnummern verwendete man erst ab etwa 1960 in Deutschland, zuvor gab es eigene Bezeichnungen:

### D-6
- entsprechend Typ 116
- 6 Bilder im Format 6,5 × 11

### N-6
- entsprechend Typ 129
- 6 Bilder im Format 5 × 7,5

### A-8
- entsprechend Typ 127
- 8 Bilder im Format 4 × 6,5
- 16 Bilder im Format 3 × 4
- 12 Bilder im Format 4 × 4

### B2-8
- ab 1932
- entsprechend Typ 120
- 8 Bilder im Format 6 × 9
- 16 Bilder im Format 4,5 × 6
- 16 Bilder im Format 4 × 4
- 12 Bilder im Format 6 × 6

### B2-6
- bis 1932
- entsprechend Typ 120, aber kürzer
- 6 Bilder im Format 6 × 9
- 12 Bilder im Format 4,5 × 6
- 9 Bilder im Format 6 × 6

### B2-4
- ab 1932, sogenannte Kurzspule
- entsprechend Typ 120, aber kürzer
- 4 Bilder im Format 6 × 9
- 8 Bilder im Format 4,5 × 6
- 6 Bilder im Format 6 × 6

### PB 20
- entsprechend Typ 620
- wie Typ 120, aber mit anderer Spule

## Geschichte und Entwicklung

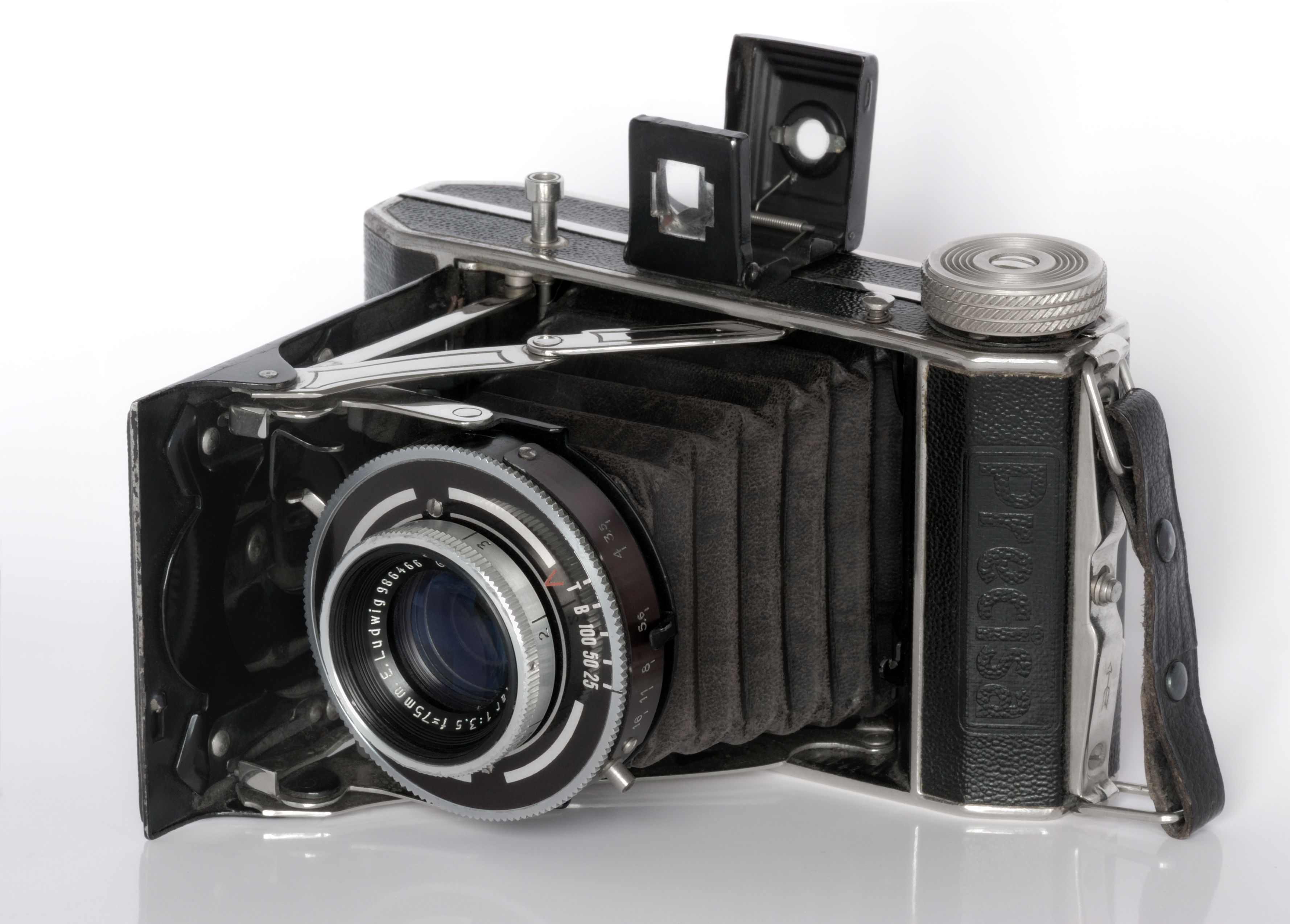
Rollfilm-Kamera Beier Precisa aus dem Jahr 1952

Der Rollfilm ist entgegen der verbreiteten Meinung weder eine Erfindung von George Eastman selbst, noch von Mitarbeitern der Eastman Company (→ Kodak Nr. 1). Ein rollbarer Zelluloidfilm wurde im Jahr 1887 von Hannibal Goodwin zum Patent angemeldet, es dauerte jedoch bis zum Jahr 1898, bis dem Patent stattgegeben wurde. George Eastman ignorierte die vorhandenen Patente und war bis 1898 Beklagter eines Rechtsstreits, nach dessen Abschluss er zu einer Schadensersatzzahlung an Goodwin verurteilt wurde. Das aggressive Vorgehen Eastmans ermöglichte es seinem Unternehmen jedoch, bis Ende des 19. Jahrhunderts eine marktbeherrschende Stellung aufzubauen. Agfa stellte beispielsweise 1905 die Versuche ein, einen konkurrenzfähigen Rollfilm zu entwickeln und nahm die Produktion erst 1915 wieder auf. 1901 soll die Firma Johannes Herzog & Co in Hemelingen bei Bremen den ersten deutschen Tageslichtrollfilm auf den Markt gebracht haben.

## Bedeutung
Der Rollfilm stellte ähnlich wie der spätere Kleinbildfilm eine wesentliche Erleichterung für die Fotografie dar. Bis dahin arbeitete man ausschließlich mit einer Plattenkamera, deren Einsatzmöglichkeiten beschränkt waren und deren Handhabung viel Geschick verlangte. Zudem verwendeten die Plattenkameras anfangs nur Glas als Filmträger. Dadurch war die Fotoausrüstung sehr schwer. Die Fotografien mussten einzeln bearbeitet werden und Schnappschüsse waren nur eingeschränkt möglich. Dies änderte sich mit dem Rollfilm. Mit einem Filmmagazin konnte er zudem an jeder vorhandenen Plattenkamera befestigt werden. Man konnte mehrere Motive hintereinander fotografieren, und die Bedienung wurde vereinfacht. Die Kassette konnte schneller ausgetauscht werden. Fotografieren wurde so zu einem weit verbreiteten Hobby für den Fotoamateur.
Im Vergleich zum Kleinbildfilm lag der Vorteil darin, dass man die Negative und Diapositive bereits ohne Lupe gut betrachten konnte. Deswegen nahmen Redaktionen noch lange Zeit dieses Format und somit den Rollfilm bevorzugt an. Weitere Vorteile sind, dass das Filmkorn weniger stark in Erscheinung tritt sowie die geringere Empfindlichkeit gegenüber Verschmutzung und Verkratzen, weil für gleiche Positivgröße nicht so stark vergrößert werden muss wie beim Kleinbildfilm.